# تری هچر
تری هچر (انگلیسی: Teri Hatcher؛ زاده ۸ دسامبر ۱۹۶۴) یک هنرپیشه اهل ایالات متحده آمریکا است. وی از سال ۱۹۸۵ میلادی تاکنون مشغول فعالیت بوده‌است.

## گزیده فیلم‌شناسی
فهرست برخی از فیلم‌هایی که تری هچر در آنها به ایفای نقش پرداخته‌است:
- تانگو و کش
- فردا هرگز نمی‌میرد
- تب
- بچه‌های جاسوس
- احیای قهرمان
- کورالاین (صداپیشه)
- هواپیماها (صداپیشه)
- تکانه
- ۲ روز در دره
- زندانیان بهشت
- تصویر بزرگ
- کدبانوهای وامانده (مجموعه تلویزیونی)